# دستفروش

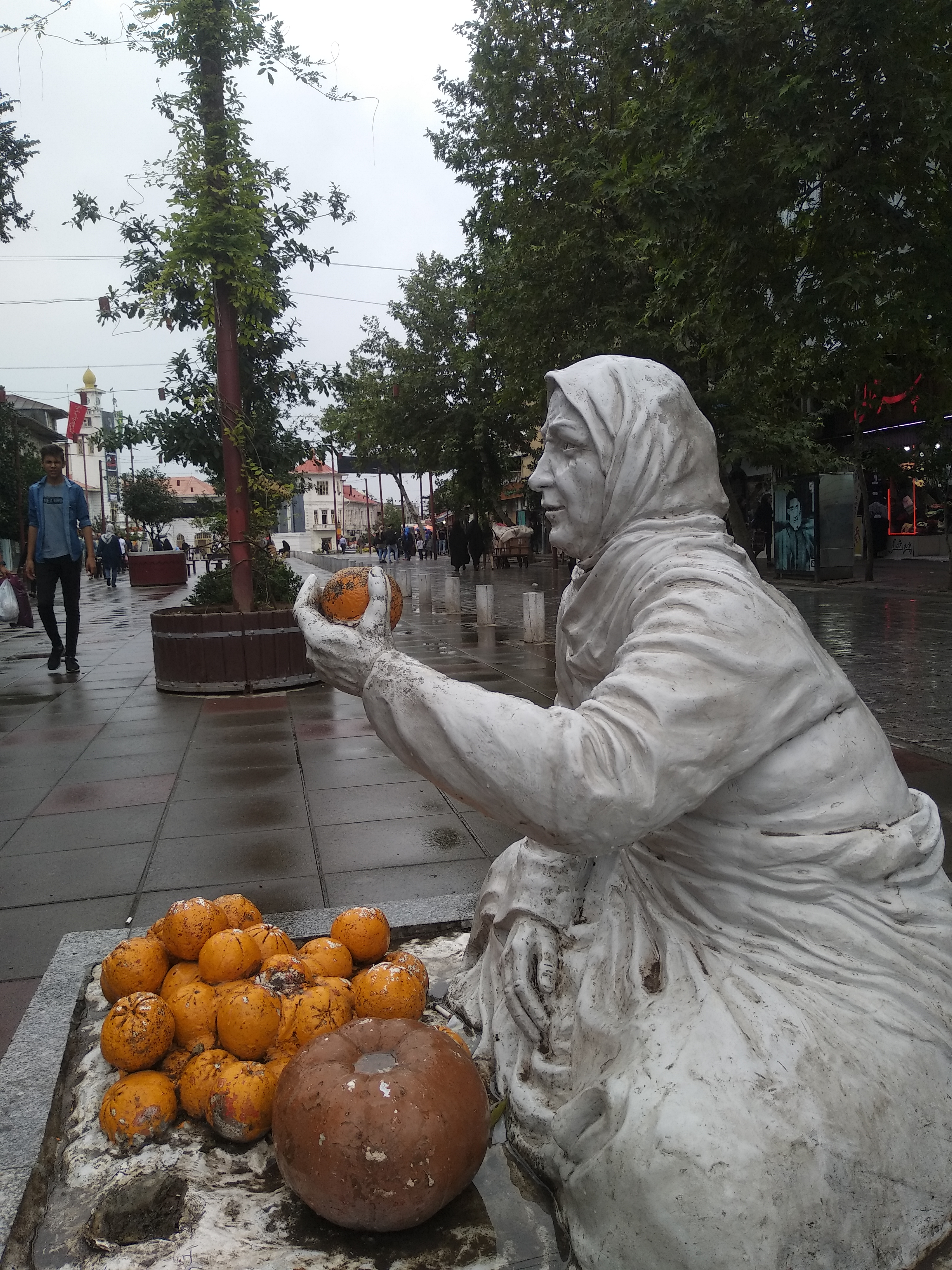
اصطلاح بازارمج در زبان گیلکی به دستفروشان محلی گفته می‌شود. (مجسمه پیاده راه مجموعه میدان، ساختمان و کتابخانه شهرداری رشت)

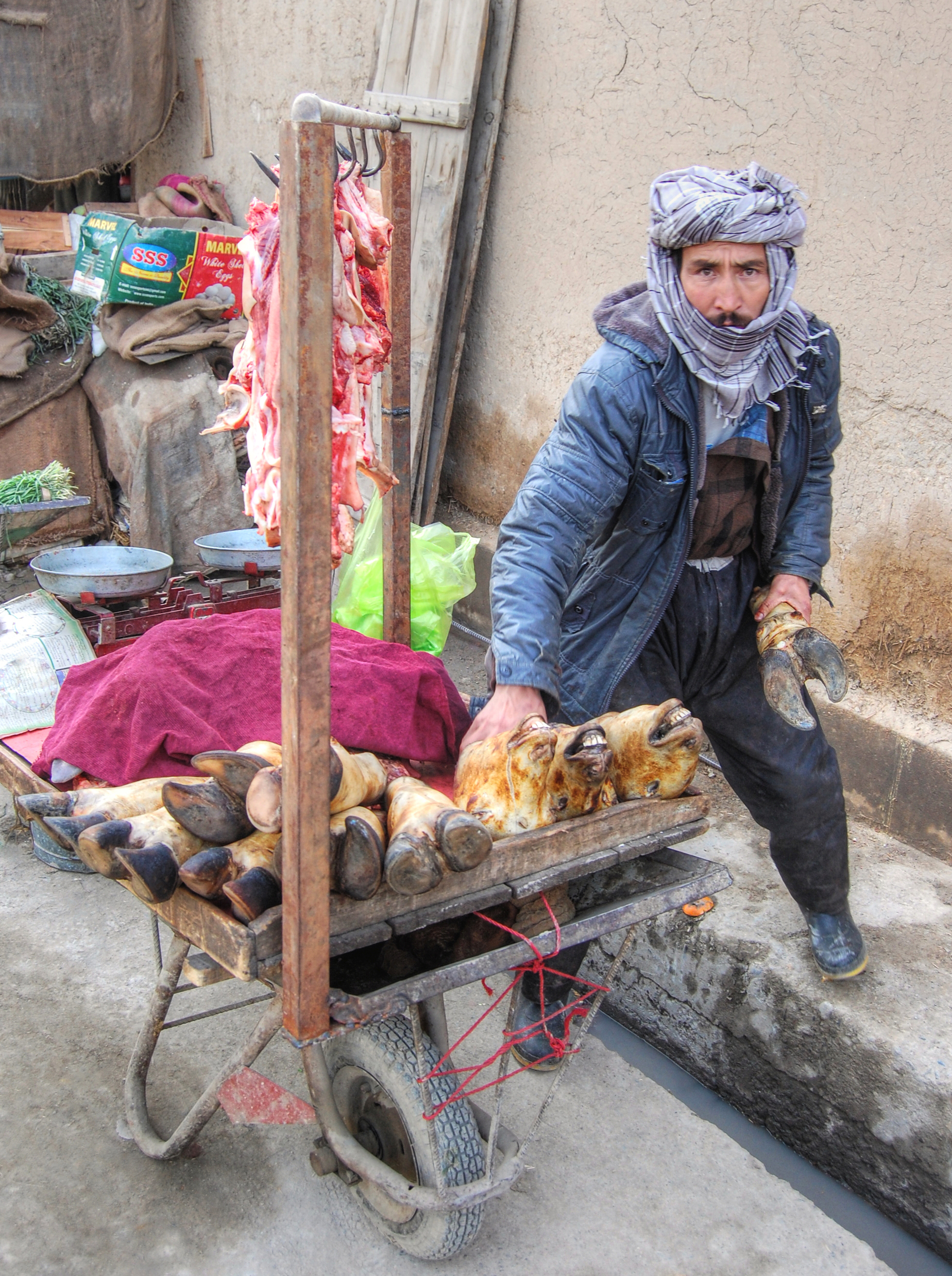
یک قصاب دستفروش در کابل که گوشت بز و کله پاچه می‌فروشد.

دستفروش فروشنده‌ای است که می‌تواند به راحتی از جایی به جای دیگر برود. دستفروشان معمولاً در کنار خیابان به فروش محصولاتی از جمله پوشاک، کیف، کفش، انواع خوراکی ایرانی و خارجی، و محصولات کشاورزی و دامی می‌پردازند. بازارمَج واژه‌ای است که در زبان گیلکی به زنان و مردان دستفروش گفته می‌شود.

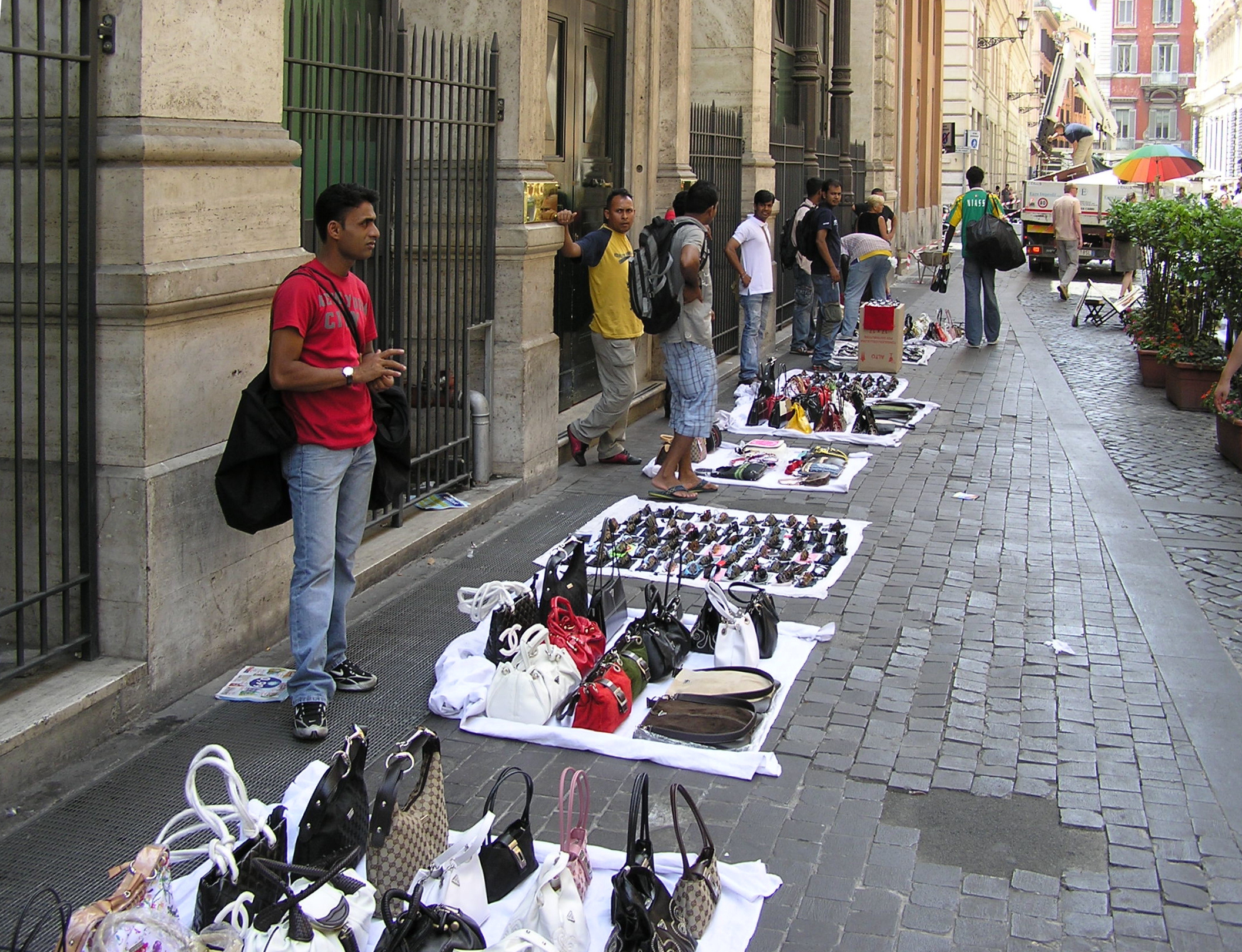
دستفروشانی که در رم، ایتالیا، کیف و عینک آفتابی می‌فروشند.

## نگارخانه

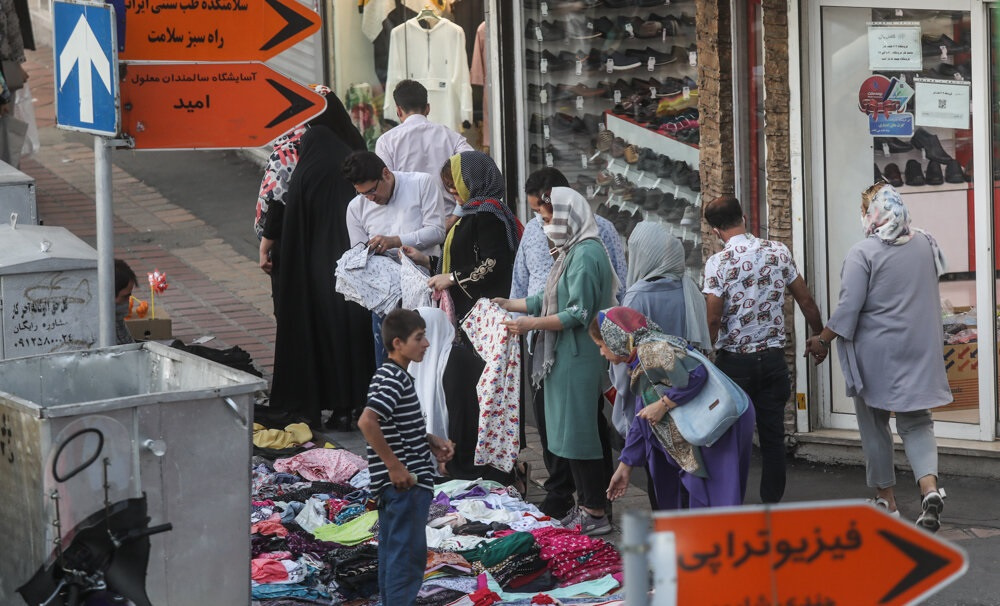
بساط یک دستفروش در ایران
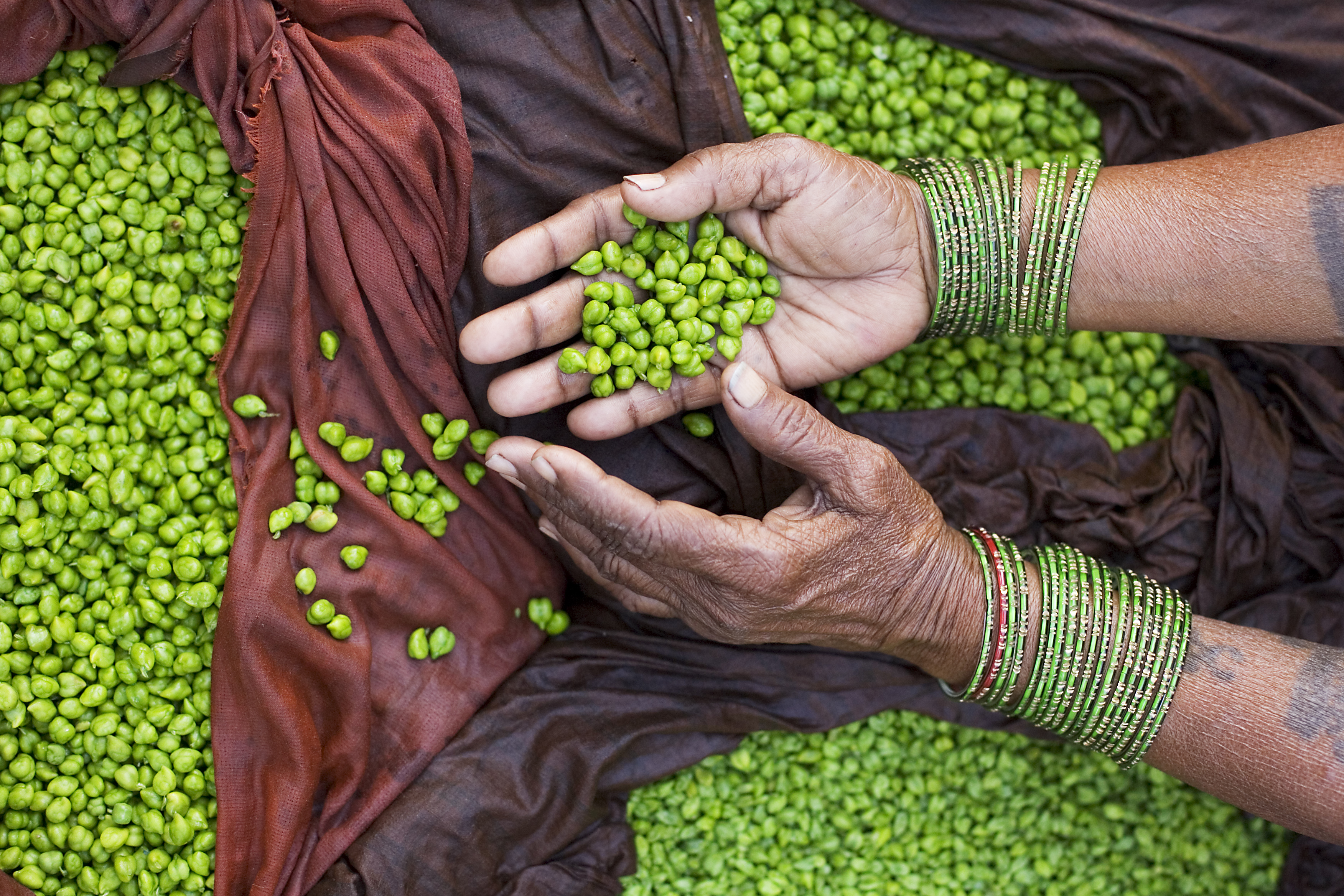
دستان و بساط یک دستفروش نخود سبز در هند
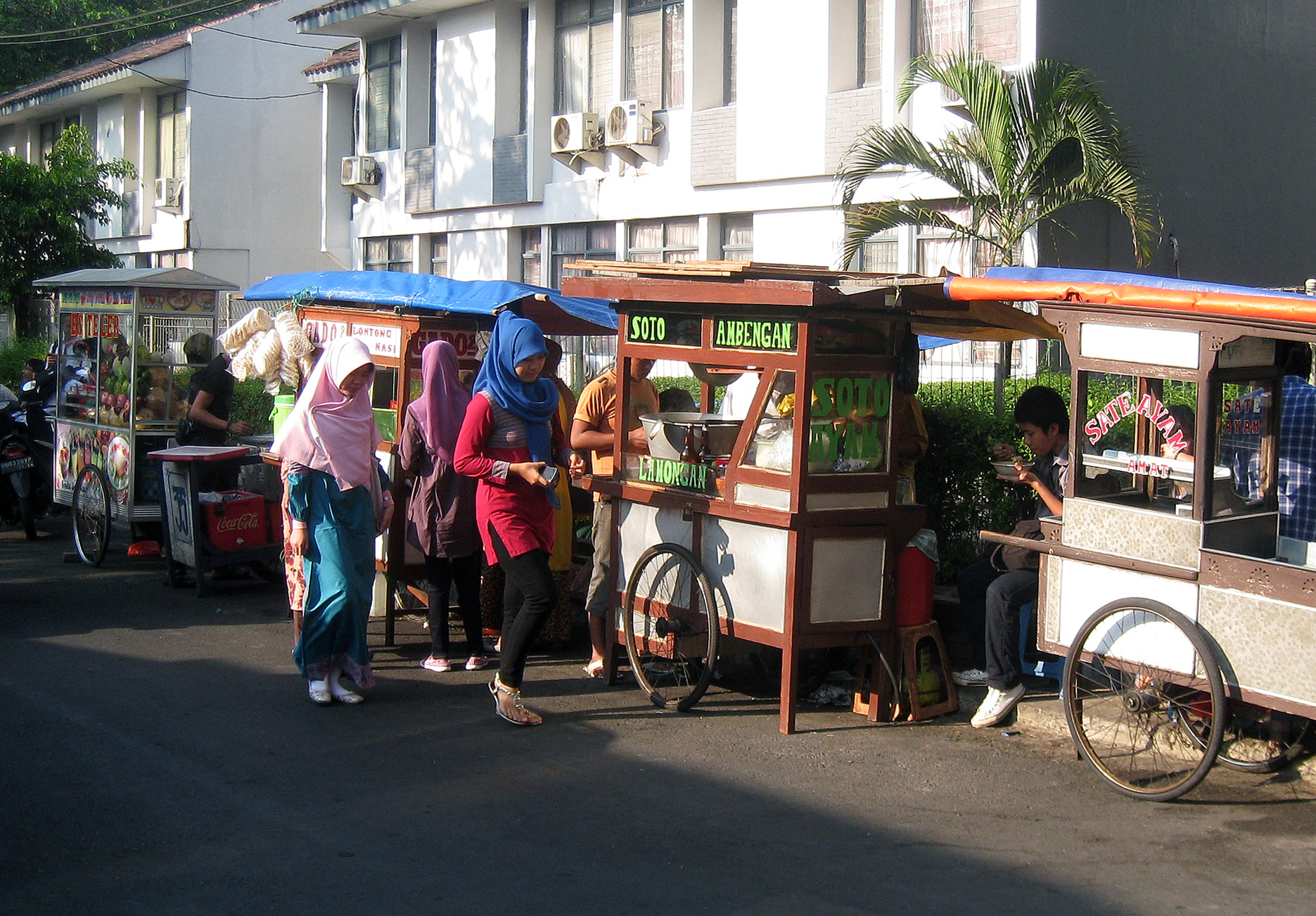
گاری فروشانی که غذاهای اندونزیایی مختلف را می‌فروشند
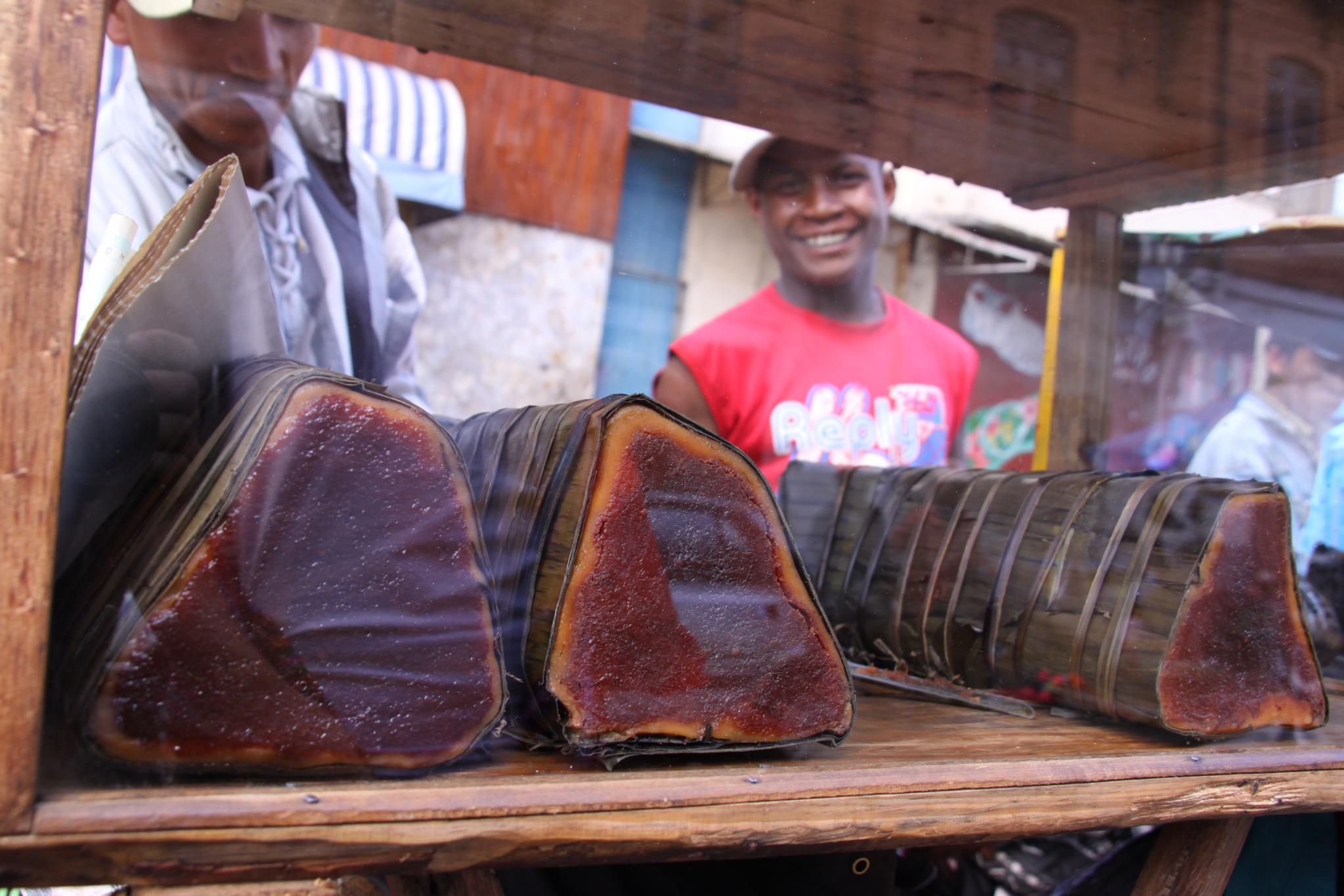
فروشندگان در آنتاناناریوو،  ماداگاسکار در حال فروش Koba (sweet) , Confectionery (sweet) تهیه شده از بادام زمینی، شکر و آرد برنج.
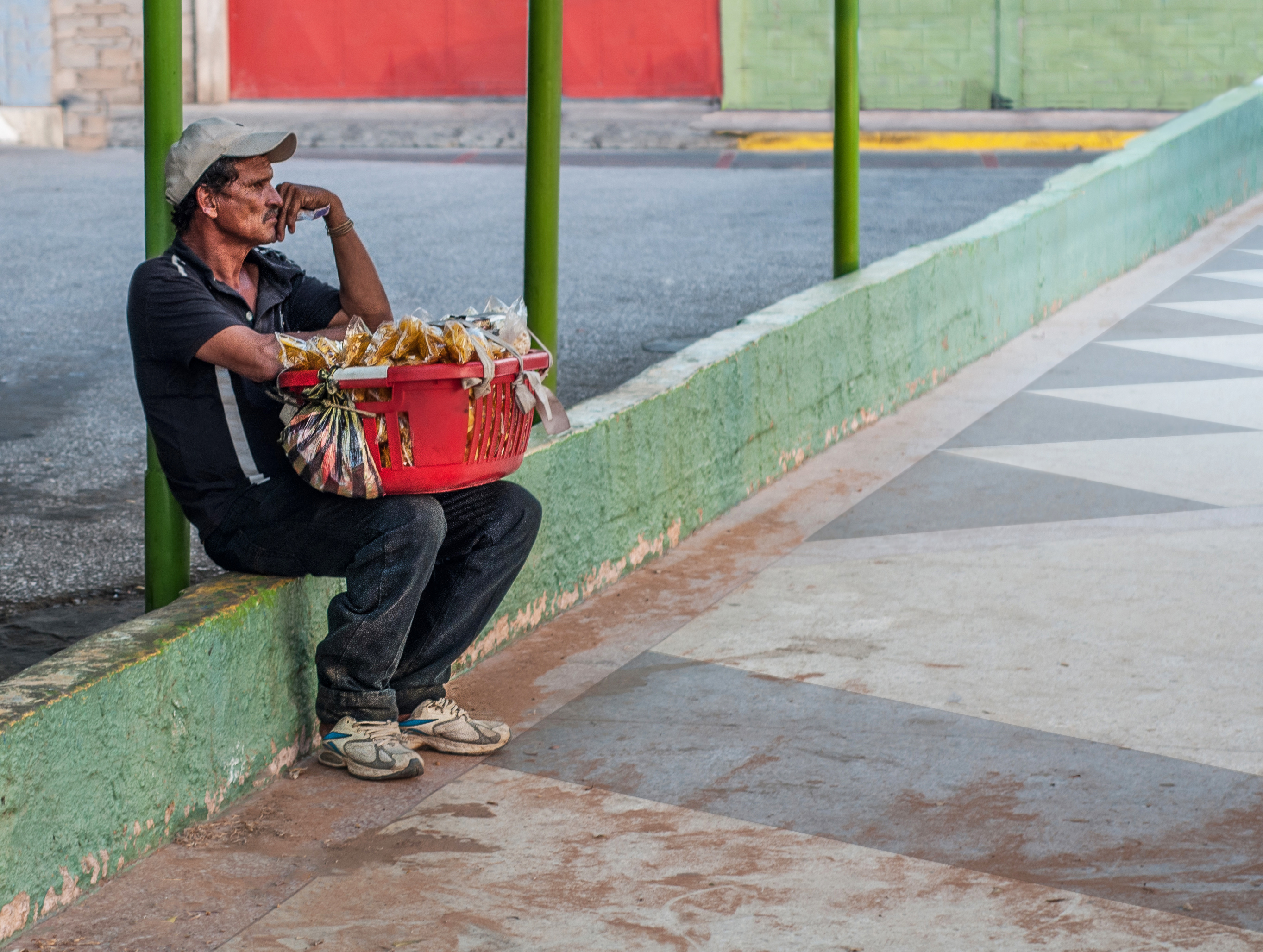
یک دست‌فروش در ماراکایبو، ونزوئلا با سبدی پر که انگار فروش خوبی نداشته است.